# Nick Swardson
Nicholas Roger Swardson (Minneapolis, 9 de outubro de 1976) é um ator, comediante e escritor norte-americano conhecido por Terry Bernardino na série da Comedy Central chamada Reno 911!. E também por fazer participações nos filmes estrelados por Adam Sandler.

## Filmografia
- Almost Famous (2000) como Insane Bowie Fan
- The Det. Kent Stryker One-Man Film (2001) como Porn Star
- The Girls Guitar Club (2001) como Hipster Customer
- Pretty When You Cry (2001) como Shaun
- Sequestro em Malibu (2003) como Mocha
- Grandma's Boy (2006) como Jeff
- The Benchwarmers (2006) como Howie Goodman
- Art School Confidential (2006) como Matthew
- Click (2006) como garoto da Bed Bath & Beyond
- Reno 911!: Miami (2007) como Terry Bernardino
- Blades of Glory (2007) como Hector the stalker
- I Now Pronounce You Chuck and Larry (2007) como Kevin "Butterfly" McDonough
- Superbad (2007) Cenas apagadas - Blind Criminal
- You Don't Mess with the Zohan (2008) como Michael
- House Bunny (2008) como Photographer
- Bolt (2008) como Blake (voz)
- Bedtime Stories (2008) como Engineer
- Born to Be a Star (2010) como Pornstar
- Esposa de Mentirinha  (2011) como Eddie Simms / Dolph
- 30 Minutos ou Menos (2011) como Travis
- Bucky Larson: Born to Be a Star  (2011) como Bucky Larson
- That's My Boy como Kenny[1]
- A Haunted House como Dan[2]

## Televisão
- Spring Break Lawyer (2001) (TV) como Jack the Pee Boy
- Comedy Central Presents (2001)
- Reno 911! (2003-2009) como Terry Bernardino
- Cheap Seats (2004) como Bruce Jenner's nephew
- The Showbiz Show with David Spade (2005-2007) como Scotty Kangaroojus
- Gay Robot (2006) como Gay Robot (apenas no piloto)
- Human Giant (2007)
- Cavemen (2007)
- Talkshow with Spike Feresten (2008) como Guest
- Paris Hilton's My New BFF (2008) como himself.
- Seriously, Who Farted? (2009) como himself

## Escritor
- Malibu's Most Wanted (2003)
- Grandma's Boy (2006)
- The Benchwarmers (2006)
- Gay Robot Pilot (2006)
- I Now Pronounce You Chuck and Larry (2007)
- You Don't Mess with the Zohan (2008)
- Bucky Larson: Born to Be a Star (2011)

## Musica
- Gay Robot por Adam Sandler (2004)
- Secret" por Adam Sandler (2004)
- Party (2007)
- Untitled Nick Swardson Album (2009)